# Банковская система Бахрейна
Банковская система Бахрейна — система кредитно-финансовых учреждений Королевства Бахрейн, состоящая из Центрального банка Бахрейна, традиционных коммерческих, специализированных, офшорных и исламских банков Бахрейна.

## История
Начало банковской системы Бахрейна было положено в 1920 году, когда на территории эмирата был открыт филиал Истерн Банка (Eastern Bank, в 1957 г. влился в состав Стандард Чартерд Банка (Standard Chartered Bank)). В 1944 г. в Бахрейне был создан Британский банк Ближнего Востока (впоследствии влился в состав банковской группы HSBC). Первым собственно бахрейнским банком стал основанный в 1957 году Национальный банк Бахрейна (первоначально назывался Бэнк оф Бахрейн). В 1960 г. открылся Араб Банк Лимитед. Быстрое развитие нефтяного сектора экономики в начале 70-х годов повлекло за собой и развитие банковской системы: в 1969—1977 гг. в Бахрейне было открыто ещё 15 коммерческих банков, а в 1973 г. был создан орган государственного регулирования банковской деятельности — Агентство денежного обращения Бахрейна (Bahrain Monetary Agency, BMA). Помимо иных функций, BMA осуществлял выдачу банковских лицензий коммерческим («FCB»), а с 1975 г. ещё и оффшорным банкам («OBU»). В 1977 г. BMA начала выдавать лицензии на инвестиционную банковскую деятельность («IBL», первым получившим такую лицензию был Bahrain Investment Bank), которые позволили заниматься традиционной инвестиционной и торговой банковской деятельностью, но только с нерезидентами Бахрейна.
К началу XXI века Бахрейн был уже крупнейшим международным финансовым центром: банковский сектор занимал 2-е место в экономике эмирата и обеспечивал около 20 % ВВП. Количество банковских служащих превысило 4 000 человек. Банковская система Бахрейна в 2000 году включала в себя 19 коммерческих банков (включая 2 специализированных), 13 исламских банков, 48 офшорных банковских учреждений (offshore banking units — OBU), 33 инвестиционных банка, 36 представительств, 5 брокерских агентств, 19 обменных пунктов. В 2001 общий оборот банковского сектора составил 102 700 млрд.$, из которых 88 370 млрд.$ пришлось на офшорные банковские учреждения, 3 883 млрд.$ на обычные коммерческие банки и 4 034 млрд.$ на банки исламского типа.
К 2005 году суммарные активы банковской системы достигли 119 млрд.$, 80 % которых приходится на офшорные банковские организации. В Бахрейне расположилась ближневосточная штаб-квартира компании American Express.
7 сентября 2006 года BMA было преобразовано в Центральный банк Бахрейна.

## Традиционные коммерческие банки Бахрейна
Полная банковская лицензия коммерческого банка Бахрейна («FCB») даёт право заниматься всеми видами банковской деятельности, как в бахрейнских динарах, так и в иных валютах, как с резидентами, так и с нерезидентами Бахрейна.
Крупнейшими коммерческими банками, как местными, так и являющимися отделениями иностранных банков, функционирующими в Бахрейне являются:  
- Аль-Ахли Юнайтед банк (Al Ahli United Bank BSC)
- Аль-Салам Банк-Бахрейн (Al Salam Bank-Bahrain)
- Араб Банк (Arab Bank PLC)
- БНП Париба (BNP Paribas)
- Бахрайни Сауди Банк БСС (Bahraini Saudi Bank BSC)
- Банк Бахрейна и Кувейта (Bank of Bahrain and Kuwait BSC)
- BMI Bank BSC (ранее назывался Bank Muscat International, Manama) — создан 01.01.2005 г., 49% уставного капитала принадлежит оманскому Банку Маскат (BankMuscat), 22% — департамент управления делами Королевского двора Омана, 10% — французскому Société Générale;
- Ситибанк Н.А. (Citibank N.A.)
- Галф Файненс Хаус Коммершиал Банк БСС (Gulf Finance House Commercial Bank BSC)
- HSBC Bank Middle East Limited
- Хабиб Банк Лимитед (Habib Bank Limited)
- Национальный Банк Абу-Даби (National Bank of Abu Dhabi)
- Национальный Банк Бахрейна (National Bank of Bahrain BSC)
- Национальный банк Кувейта (National Bank of Kuwait SAK)
- Рафидайн Банк (Rafidain Bank)
- Стандард Чартерд Банк (Standard Chartered Bank)
- Стейт Банк оф Индия (State Bank of India)
- Хаусинг Банк фор Трейд энд Файненс – Иордания (The Housing Bank for Trade and Finance – Jordan)
- Юнайтед Банк Лимитед (United Bank Limited)

## Бахрейнский банк развития
Бахрейнский банк развития (Bahrain Development Bank (BDB)) — учрежден в 1992 г. для развития инвестиций в промышленность, торговлю и бизнес

## Исламские банки Бахрейна
Банки Бахрейна могут функционировать в пределах лицензий либо на обычной основе, либо на принципах исламского банкига. при этом допускается смешанная деятельность, когда банки оказывают свои услуги как через обычные, так и через «Исламские окна». Первый в Бахрейне исламский банк (Бахрейн Иламик Банк) был основан в 1979 году. С 1991 г. в Бахрейне действует Бухгалтерская и аудиторская организация для Исламских финансовых институтов (The Accounting and Auditing Organization for Islamic Financial Institutions, AAOIFI). Все лицензированные в Бахрейне исламские банки должны соблюдать требованиям AAOIFI. Исламский банковский сектор в Бахрейне с момента возникновения демонстрирует быстрый устойчивый рост (с 2000 по 2005 гг. суммарные активы исламских банков в Бахрейне выросли более чем в три раза и превысили 6 млрд.$). По состоянию на 31.01.2012 г. в королевстве действуют 26 банков, получивших лицензии на осуществление банковского дела в соответствии с принципами шариата. Большинство из них являются местными банками, однако есть и «дочки» иностранных банков (c 1996 г. здесь работает Citi Islamic Investment Bank — подразделение Citigroup, с 2002 г. — Noriba Bank, принадлежащий швейцарскому UBS).
Крупнейшие исламские банки Бахрейна (по состоянию на 2005 г.):
- Ал-Барака Исламик Коммершиал Банк ЕС (AL Baraka Islamic Commercial Bank EC)
- Бахрейн Исламик Банк БСС (Bahrain Islamic Bank BSC)
- Кувейтский Финансовый Дом (Бахрейн) БСС (Kuwait Finance House (Bahrain) BSC)
- Шамил Банк ов Бахрейн ЕС (Исламик Бэнкерз) (Shamil Bank of Bahrain EC (Islamic Bankers)
- Citi Islamic Investment Bank
- Noriba Bank

## Офшорные банки Бахрейна
Лицензия оффшорного банка («OBU») позволяет осуществлять все виды банковской деятельности, но только в иностранной валюте и с нерезидентами (за некоторыми исключениями). Первая лицензия офшорному банку в Бахрейне была выдана в 1975 году. Первыми оффшорными банками в Бахрейне стали отделения Ситибанка и Альгемайне Банка. Количество оффшорных банков к 1984 г. возросло до 76, но затем снизилось до 48 к 2002 г. вследствие развития консолидации внутри банковских групп и между ними. К 2005 г. более 80 % суммарных активов банковского сектора Бахрейна приходилось на офшорные банковские структуры (offshore banking units — OBU). В офшорном режиме работают многие банки Бахрейна, а также отделения ближневосточных банков из Турции, Саудовской Аравии, ОАЭ и других стран, а также подразделения западных банковских групп (Citigroup, HSBC, J.P.Morgan Chase, Standard Chartered, BNP Paribas, Bank of Tokyo-Mitsubishi).